# Horyzont radiolokacyjny

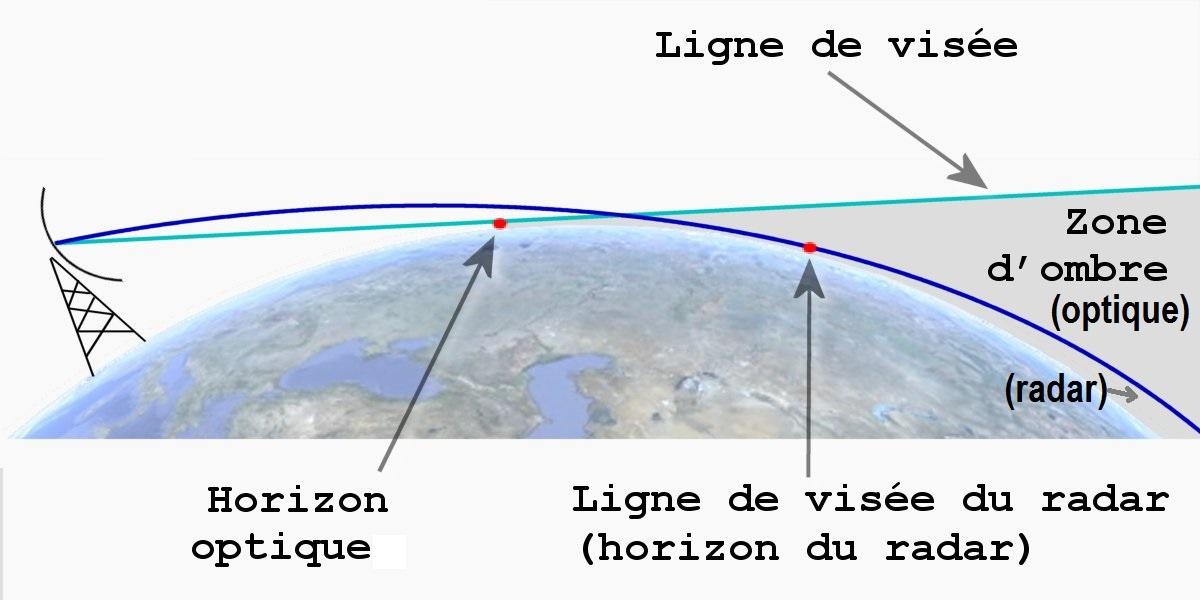
Horyzont optyczny (horizon optique) i horyzont radarowy (horizon du radar). Większe ugięcie fali radiowej powoduje, że zasięg widoczności radaru jest większy, a horyzont radarowy jest dalej od optycznego. Przedmioty w szarym polu znajdują się poniżej linii horyzontu, w cieniu, odpowiednio – optycznym (poniżej linii zielonej) lub radarowym (poniżej linii granatowej)

Horyzont radiolokacyjny, horyzont radarowy – pozorna linia wyznaczona przez krzywiznę Ziemi, ograniczająca zasięg wykrywania celów przez stację radiolokacyjną. Odległość do tego horyzontu jest większa niż do horyzontu widocznego (optycznego) i do horyzontu geometrycznego, ponieważ mikrofalowe fale radiowe uginają się w atmosferze bardziej od fal świetlnych.
Horyzont radarowy obniża możliwości wykrywania celów nisko lecących i naziemnych (nawodnych). Na dystans do horyzontu ma wpływ częstotliwość fali, na której pracuje stacja radarowa i wysokość, na jakiej umieszczona jest antena stacji.
Teoretyczny dystans wykrywania celu można wyliczyć wzorem: {\displaystyle D_{h}=4{,}13({\sqrt {H_{a}}}\times {\sqrt {H_{c}}}),} gdzie
- {\displaystyle D_{h}} – zasięg wykrywania w kilometrach;
- {\displaystyle H_{a}} – wysokość umieszczenia anteny w metrach;
- {\displaystyle H_{c}} – wysokość, na której znajduje się cel[2].

Cele w czerwonych polach znajdują się w cieniu przeszkody terenowej, poniżej lokalnego horyzontu radarowego

Dla stacji usadowionej na poziomie gruntu, cel znajdujący się na wysokości ok. 600 m winien zostać wykryty z dystansu ok. 100 km. W realnych warunkach horyzont radarowy jest wyznaczany przez nierówności terenu. Jako że linia horyzontu będzie linią przecięcia się wiązki promieniowania radarowego z powierzchnią gruntu, nierówności terenu będą ograniczać zasięg widzenia stacji. Realnie więc, z dystansu 100 km stacja naziemna wykryje raczej cele znajdujące się na wysokości ponad 2000 m.